# Финта, Йожеф
Йожеф Финта (венг. Finta József, 12 июня 1935 года, Коложвар — 7 января 2024 года, Будапешт, Венгрия) — венгерский архитектор, лауреат премии Кошута, премии Миклоша Ибля (дважды) и премии Prima Primissima, действительный член Венгерской академии наук и Венгерской академии изящных искусств.

## Биография
Родился 12 июня 1935 года в Коложваре.
Отец, Финта Герё, был преподавателем венгерского языка (он также писал стихи и работал переводчиком), мать была экономистом с университетским образованием и секретарем Реформатского колледжа. В 1941 году семья переехала в Надьварад, а в 1944 году, спасаясь от войны, — в Будапешт. С 1945 по 1952 год Йожеф учился в Реформатской средней школе на улице Лоняй в Будапеште. В 1953 году — в связи с закрытием гимназии — окончил гимназию имени Йожефа Аттилы.
По совету отца подал документы на факультет архитектуры в Университете гражданского строительства и транспорта. Учился в университете в 1953—1958 годах — сначала как стипендиат Ракоши, а затем как стипендиат Народной Республики. В течение двух лет он был демонстратором на кафедре рисования, которой руководил Альфред Бардон. Окончил университет в 1958 году. По рекомендации Иштвана Янаки стал студентом 3-го потока Магистерской школы Венгерской ассоциации архитекторов (MÉSZ, 1958—1960). Именно тогда тогдашний директор компании LAKÓTERV пригласил его в компанию по проектированию жилых и общественных зданий, где его наставником стал Иштван Зилахи.
С 1958 года проработал архитектором в LAKÓTERV почти тридцать шесть лет. Начинал дизайнером, затем руководил студией и, наконец, занял должность заместителя директора и главного архитектора. С самого начала его считали успешным, первый успех принёс ему проект собственной однокомнатной квартиры в Дунауйвароше, выполненный в 1961 году. В 1965 году он получил премию Миклоша Ибля. Со временем стал одним из самых востребованных архитекторов в LAKÓTERV благодаря своей профессиональной преданности делу и большой трудовой этике. Отель Duna InterContinental (1966—1969) (ныне Budapest Marriott Hotel) принёс ему как архитектору национальную известность.
В 1966 году он был избран членом правления MÉSZ, а также в течение восьми лет являлся членом её президиума. С 1970 года постоянно участвовал в строительных проектах — гостиницы Volga, Fórum, Voronyezs, Buda Penta (нвне Mercure Buda), Novotel, Liget (ныне Ibis Heroes Square), Grand Corvinus Kempinski (позже Kempinski, снесена в 2012 году), «Корвинус» и т. д.
В конце жизни начал заниматься политической деятельностью, был избран депутатом венгерского парламента в 1985 году и занимал эту должность до 1990 года. В 2005 году он вернулся в политику, став членом Национального консультативного органа, созданного Виктором Орбаном.
Умер 7 января 2024 года в возрасте 88 лет.
За свои архитектурные работы был награждён венгерским орденом «За заслуги», золотой медалью президента Венгрии и премией Кошута, а также архитектурными премиями — премия Миклоша Ибля (1965; 1972), премия Имре Штейндля (1988) и премия Prima Primissima (2007). С 1985 года он был членом Венгерской академии наук (MTA) и Венгерской академии изящных искусств (MKE). Он был почётным членом Американского института архитекторов (AIA), почётным гражданином Будапешта. Опубликовал несколько книг по архитектуре.

## Известные работы
Говоря о себе, подчеркивал свои трансильванские корни и что связи с этой исторической областью являются неотъемлемой частью его творческой биографии.
Выполнил проекты здания Центра Конгресс Будапешт, Национального театра, а также InterContinental Budapest, отеля Kempinski Corvinus Budapest, центра Westend, банковского центра и полицейского центра в Будапеште, Aquasziget Experience в Эштергоме, а также многочисленных других частных и общественных зданий. Он не только формировал своими зданиями облик Будапешта, но и работал архитектором в Братиславе, Вене и Брно.
Творчество Финта характеризуется как имеющее выдающееся значение как по своим пропорциям, так и по масштабам. Согласно «Ars poetica», суть задачи архитектора — создавать что-то полезное, и этому может помочь прежде всего вера в функционализм".
В своей профессии считался учеником и последователем легендарного поколения модернистов, затем благодаря своим работам стал её полноправным членом. Проектирование без оглядки на текущий момент сделало его работы неподвластными времени, на протяжении всей своей жизни он исследовал ценности, которые считались актуальными в долгосрочной перспективе, сохранял неизменный энтузиазм по отношению ко всему новому, постоянно пытался найти в новом что-то непреходящее и неподвластное времени.
- Эскиз Венеции (Йожеф Финта)
- Эскиз Будапештского конгресс-центра (Йозеф Финта)
- Реформатская церковь в Сазхаломбатте
- Отель Дюна Интерконтиненталь
- Отель Меркурий Будапешт (фрагмент фасада)